# Ciğer kebap

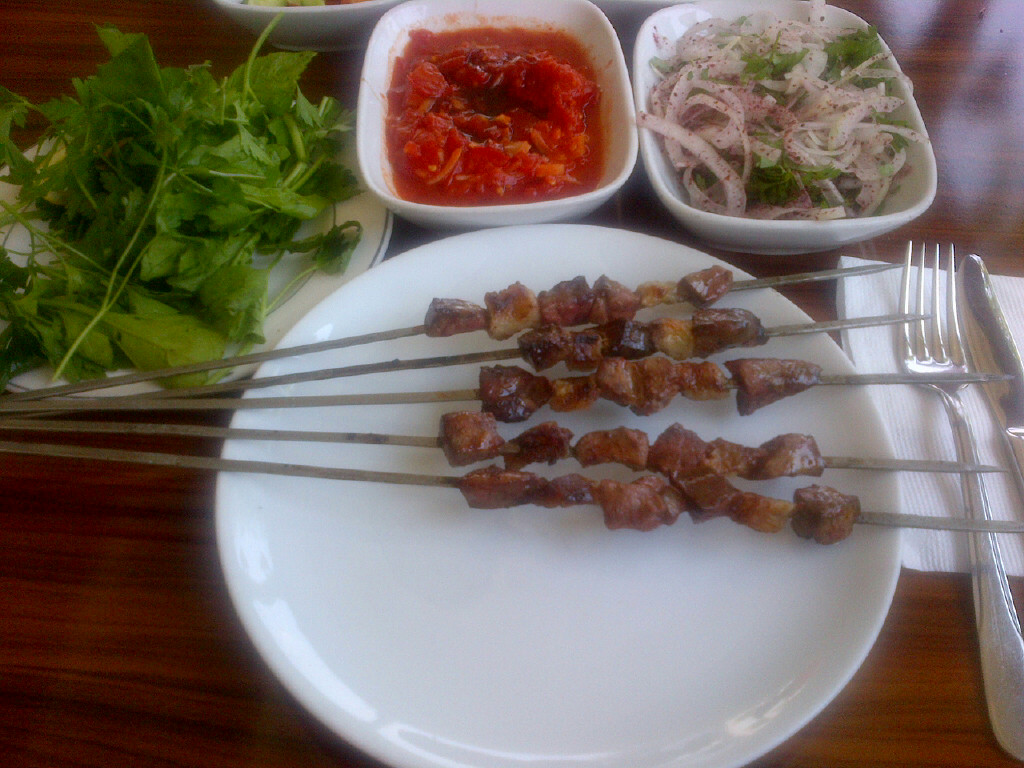
Ciğer kebabı amb els seus acompanyaments com cebes crues, julivert i pebrots marinats.

Ciğer kebap o ciğer kebabı són unes broquetes ("şiş" en turc) a la cuina turca fetes amb fetge i sagí de cua d'ovella a la graella. Ciğer kebap és més famós a Antep, Adana i Urfa. En aquestes ciutats es menja ciğer kebap també a l'esmorzar. Es menja amb cebes capolades, fulles de julivert i pebrots o pebre local.

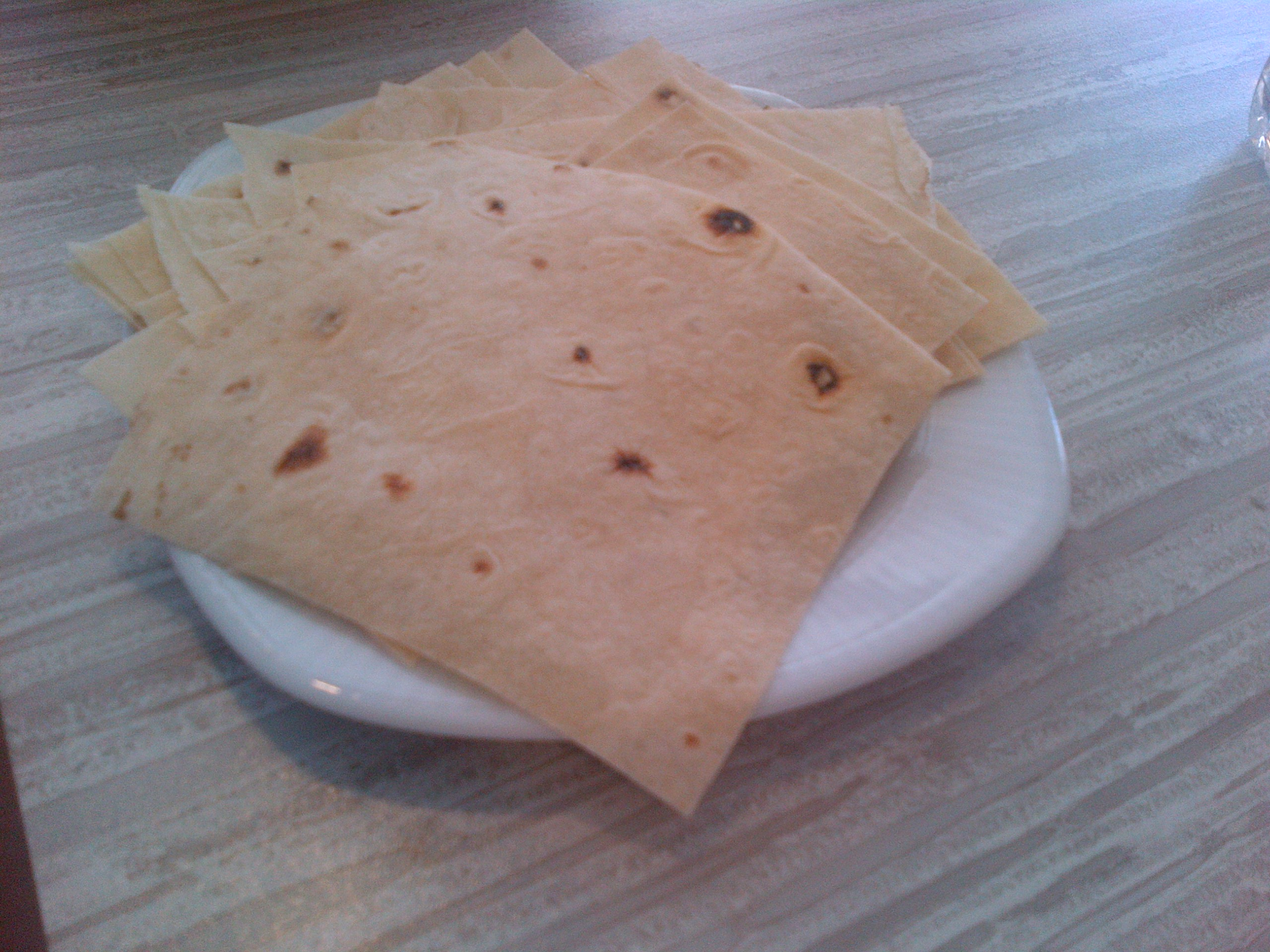
Yufka o sac ekmeği (pa de planxa) es consumeix amb el kebap per a fer petits dürüms.